# Mali Ždrelac
A passagem Mali Ždrelac (que em croata quer dizer Pequena Ždrelac) é um estreito no mar Adriático, situado entre as ilhas croatas de Ugljan e Pašman. As estradas nacionais croatas D110 passam pelo estreito através da ponte Ždrelac que se estende por todo o estreito. Também há uma localidade chamada Ždrelac na ilha Pašman com vista para o estreito.